# Joseph Van Lerius
Joseph Henri François (Jozef) Van Lerius, né le 23 novembre 1823 à Boom et mort le 29 février 1876  à Malines, est un peintre belge de style romantique.

## Biographie
En 1838, il étudie le dessin industriel à l'Académie royale des beaux-arts de Bruxelles. De 1839 à 1844, il est l'élève de Gustave Wappers à l'Académie royale des beaux-arts d'Anvers. En 1852, il voyage en Allemagne et en Italie. Deux ans plus tard, il est nommé professeur de peinture dans son ancienne école d'Anvers. Lawrence Alma-Tadema, Aloïs Boudry, Gerard Portielje, Henri Van Dyck, Alexandre Struys et Piet Verhaert figurent parmi ses élèves.
En 1861, il est nommé chevalier de l'ordre de Léopold et en 1869 chevalier de l'ordre de Saint-Michel (Bavière).
En 1875, il gagne Malines pour se soigner d'une méningite, mais y meurt.

## Œuvres

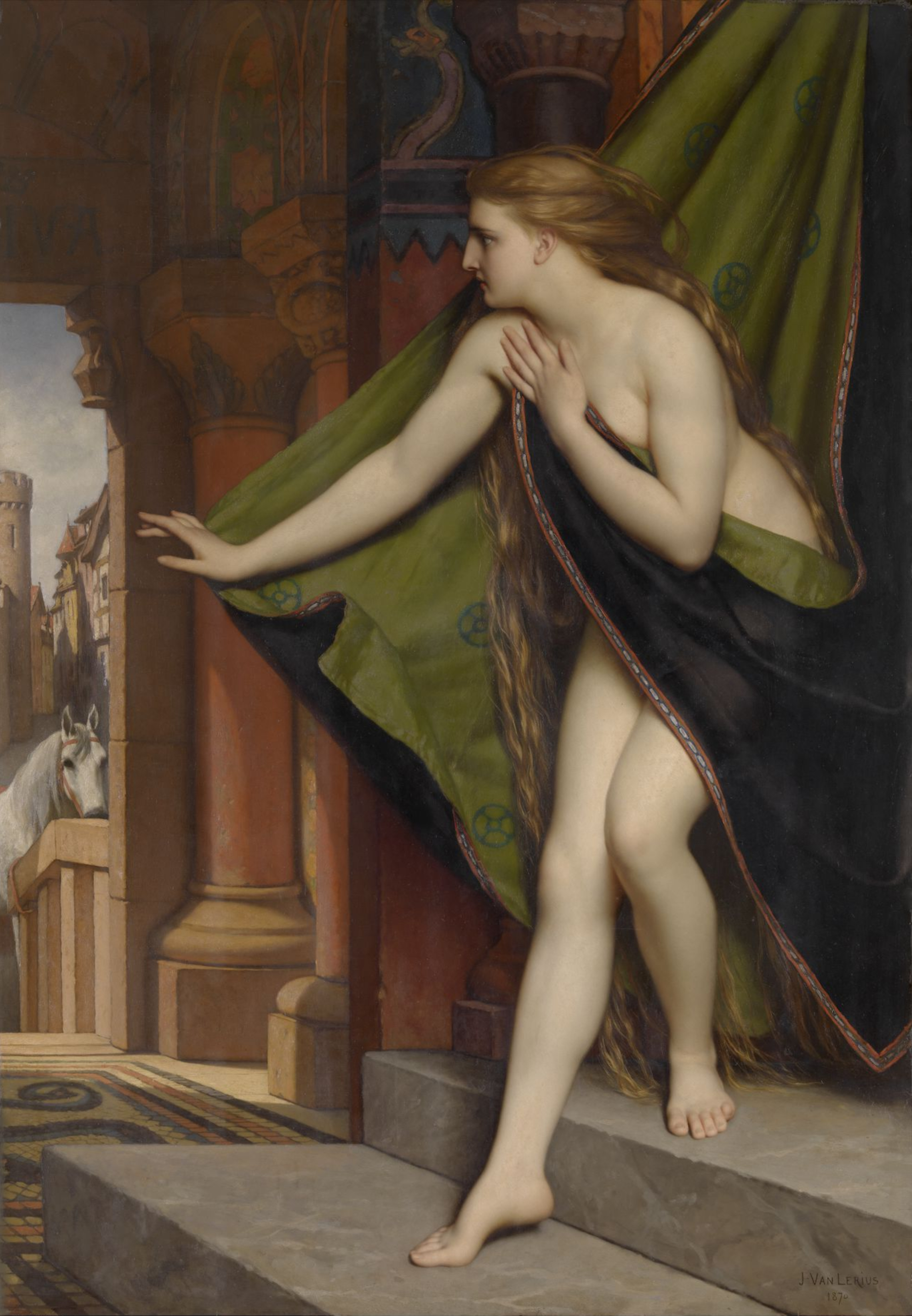
Lady Godiva

Joseph Van Lerius peint des scènes de genre, des scènes bibliques ou mythologiques et des portraits.
| Titre                                                                    | Date | Dimensions   | Notes          | Lieu de conservation                     |
| ------------------------------------------------------------------------ | ---- | ------------ | -------------- | ---------------------------------------- |
| La Lecture                                                               | 1840 |              |                |                                          |
| Institution de l'ordre de la Jarretière                                  | 1842 |              |                |                                          |
| La Esméralda méditant sur le nom de Phœbus que sa chèvre vient de former | 1847 |              |                |                                          |
| Paul et Virginie                                                         | 1847 |              |                |                                          |
| Angélique et Médor                                                       | 1847 |              |                |                                          |
| La Chute de l'homme                                                      | 1848 |              |                |                                          |
| L'Enfance                                                                | 1851 |              |                | Collection privée                        |
| Autoportrait                                                             | 1852 |              |                | Musée royal des beaux-arts d'Anvers      |
| Volupté et dévouement                                                    | 1857 |              |                | Acquis par Auguste de Saxe-Cobourg-Gotha |
| Lady Godiva                                                              | 1870 | 179 × 123 cm | Huile sur bois | Musée royal des beaux-arts d'Anvers      |

En 1852, la reine Victoria achète sa peinture Premier Né représentant un jeune couple avec un bébé. Elle est toujours exposée au château de Windsor. Son tableau le plus connu est sans doute Lady Godiva, exposé au Salon triennal d'Anvers en 1870. Il a été acheté par le marchand d'art londonien Henry Graves. D'autres œuvres sont exposées à San Francisco et Saint-Pétersbourg.